# Ватка и Калмез
Ватка́ и Калме́з — две основные исторические территориальные группы удмуртов. В местной околонаучной литературе нередко фигурируют как «племена» древних удмуртов, что неверно. Столкновение Ватка и Калмез — один из сюжетов в удмуртском фольклоре.
Формирование Ватка и Калмез связано с расселением удмуртов в первой половине 2 тысячелетия н. э. Происхождение названий связано с реками, на которых осели две крупнейшие группировки удмуртов после их ухода с прародины на Нижней Каме.

## Ватка
Ватка́ — вятские удмурты; группа удмуртов, ушедшая на Среднюю Вятку.
Название Ватка представляет собой удмуртский вариант древнерусского названия реки Вятки (города Вятка, Вятской земли). Некоторыми удмуртскими авторами утверждается, что напротив, гидроним Вятка произошёл от названия «племени» Ватка, однако заимствование в таком направлении (из удмуртского в русский) в данном случае невозможно по фонетическим причинам.
Со Средней Вятки удмурты Ватка, вытесняемые русскими переселенцами, начали расселяться вверх по Чепце (наиболее активно — в XV-XVII веках). Её берега и притоки после заката Чепецкой археологической культуры либо пустовали, либо были заселены редким пермоязычным населением. Удмурты Ватка, заселившие Верхнюю и Среднюю Чепцу, образовали к XVIII веку этно-территориальную группировку северных удмуртов. Заметное влияние на культуру и язык удмуртов Ватка оказали русские.

## Калмез
Калме́з — удмурты, жившие по реке Кильмезь (от которой и получили своё название). Расселившись на юг и восток удмурты Калмез стали базой для формирования южных удмуртов. В культуре и языке заметно сильное влияние тюркско-исламского мира. По мере расселения на север сталкивались с удмуртами Ватка, в результате чего происходили территориальные конфликты, нашедшие отражение в удмуртских легендах. Данные легенды, первоначально записанные на русском языке, подверглись в наши дни «обратному переводу» и выдаются национальной интеллигенцией за образчик аутентичного удмуртского «эпоса».